# 韋塞利夫卡 (蘇梅區)
51°12′4″N 34°56′12″E / 51.20111°N 34.93667°E
韋塞利夫卡（烏克蘭語：Веселівка）是位於烏克蘭東北部的村莊，由蘇梅州蘇梅區的霍廷市鎮負責管轄。該村處於與俄羅斯接壤的邊界附近，海拔高度185米，2001年人口67。2025年3月29日，该村被俄军占领。